# Jacques Delors vitbok
Jaqcues Delors vitbok (1993) om tillväxt, konkurrenskraft och sysselsättning innebar det första steget mot ett verkligt samarbete på EU-nivå. Vitboken var ett dokument författat av Jacques Delors 1993 mot den ekonomiska krisen, avsedd att skissera den europeiska strategin för att skapa jobb och avsluta lågkonjunkturen före slutet av seklet.

## Vitboken
21-22 juni 1993 höll Europeiska rådet möte i Köpenhamn. Mötet uppmanade kommissionen att utarbeta en vitbok om en långsiktig strategi för att främja tillväxt, konkurrenskraft och sysselsättning. Inför toppmötet hade Jaques Delors, president för den europeiska konferensen, utarbetat en vitbok mot krisen, den så kallade ”Jaques Dolors vitbok”. De tolv ministrarna välkomnade mycket positivt förslaget som sedan låg som underlag för slutsatserna från toppmötet.
Den pessimism som fanns i Europa i början av åttiotalet kunde brytas tack vare en kombinationen av en spännande idé en inre marknad, och ankomsten av ”nytt blod”, genom anslutning av Grekland, Portugal och Spanien till EG. Enligt Delors behövdes också en utökning av unionen som den som förhandlats med Österrike, Finland, Sverige och Norge och en ny vision, som man inte hade lyckats skapa med Maastrichtfördraget och idén med en ekonomisk och monetär union.
Den nya visionen som skulle mobilisera européerna var en förnyelse av ekonomin och en lösning på arbetslösheten, som redan drabbat 17 miljoner européer. Svagheterna i EG gentemot USA och Japan var enorma, enligt Delors. USA hade under de senaste 20 åren skapat nästan 30 miljoner arbetstillfällen, Japan nästan 12 miljoner och EG hade inte nått 9 miljoner. Den allmänna diagnosen, som delades av brittiske premiärministern under mötet, den konservative John Major, var att de europeiska ekonomierna inte var konkurrenskraftiga och inte gjorde mer än att förlora delar av världsmarknaden.
Delors föreslog åtta strategiska linjer. Den första var att fullborda den inre marknaden och upprätthålla den ekonomiska och monetära unionen. För det andra föreslog Delors att EG omvandlas till en öppen partner i världshandeln genom att slutföra Uruguayrundan i GATT (Allmänna tull- och handelsavtalet) och att en världshandelsorganisation inrättas. Han föreslog också att de tolv EG-länderna ökar sina utgifter för forskning och utveckling med en procent, från 2% av BNP till 3%, lägger större ansträngningar på transport- och telekommunikationsnät och investerar i informationsinfrastrukturer, som stimulerar arbete på avstånd från hemmet. I USA var dessa jobb redan uppe i sex miljoner och växte med 10% per år.
De tre sista strategiska linjerna i den nya Delorsplanen för sysselsättning innebar en reform av utbildningssystemet, en ny utvecklingsmodell som skulle göra det möjligt att minska arbetskraftskostnaderna och öka produktiviteten och verkställa en mer aktiv politik för att bekämpa arbetslöshet, främst ungdomar och långvarig arbetslöshet.
Delors lovade att under de närmaste åren arbeta för en europeisk ekonomisk och social politik. Den kunde sammanfattas i en enda fråga: Är det möjligt att placera Europa på nivå med USA och Japan i konkurrenskraft utan att avstå från de uppnådda europeiska sociala vinsterna?
När det gäller kortsiktiga åtgärder föreslog Delors själv en sänkning av räntorna, men betonade att snabbhet var viktigare än kvantitet. Endast den tyska kanslern, Helmut Kohl, undvek att prata om sänkning av skattesatserna, som fick stöd av nästan alla deltagare.
Kommissionens ordförande presenterade en rad åtgärder med omedelbar tillämpning för att främja återhämtningen av tillväxten, i form av fler krediter från Europeiska investeringsbanken, överbryggande lån för att främja investeringarna i strukturfonderna och yrkesutbildningen.

## Konsekvenser
Med utgångspunkt i vitboken definierade rådet senare vid sitt möte i Essen fem så kallade nyckelmål som skulle stå i blickpunkten för medlemsstaternas arbete: Utveckla humankapitalet genom yrkesutbildning; stödja produktiva investeringar genom en återhållsam lönepolitik; förbättra effektiviteten hos arbetsmarknadens institutioner; finna nya sysselsättningsmöjligheter med hjälp av lokala initiativ; förbättra möjligheterna att komma ut på arbetsmarknaden för vissa målgrupper, till exempel ungdomar, långtidsarbetslösa och kvinnor. Dessa mål, som är kärnan i den så kallade Essenstrategin, har dock varit svåra att uppnå utan ett starkt engagemang från medlemsstaternas sida. 